# J1参入プレーオフ
J1参入プレーオフ（ジェイワンさんにゅうプレーオフ、J1/J2 Play-Offs、J.LEAGUE J1/J2 PLAY-OFFS）は、日本プロサッカーリーグ（Jリーグ）において2018年シーズンから2022年シーズンまでの間に導入された、翌年度のJ1リーグ参入チームを決定するためのプレーオフ制度。

## 概要
J1リーグ (J1) とJ2リーグ (J2) の入れ替えは、2009年以降はリーグ成績をもとに3チームずつ自動入替が行われていた（J1からは下位3チームが自動降格、J2は2011年までは上位3チーム、2012年以降は上位2チーム+3位～6位のクラブによるJ1昇格プレーオフの勝者が自動昇格）。
しかし、2010年以降2016年までの時点で、3枠目での自動入替となったチームが、大半のケースにおいて、1年限りで元のリーグに逆戻りしていた。具体的には、
- J2から、J1昇格プレーオフ勝者を含む「前年のJ2の3番目」でJ1に昇格したクラブ[注 1] はいずれも1年でJ2に再降格している[注 2]。
- J1から、「前年のJ1・16位」（下から3番目）でJ2に降格したクラブ[注 3] はJ2で圧倒的な成績を残し、（2016年に2位と同勝点の3位だった松本を除き）1年でのJ1復帰を果たしている。

こういった点を踏まえて、2018年以降のJ1・J2の昇降格決定方法を検討した結果、J1昇格プレーオフに加えて、プレーオフの勝者と、J1の16位のクラブによる入れ替え戦を行うこととする、最大5クラブによる「参入決定戦」の形を採用することが2017年6月27日に行われたJリーグ理事会で承認され、概要が発表された。J1とJ2のクラブの「入れ替え」が争われる形式となったのは、2004年から2008年まで行われたJ1・J2入れ替え戦以来10年ぶりとなる。

## レギュレーション
2017年6月27日に発表した概要、ならびに2017年12月12日にJリーグが発表した大会方式および試合方式 に基づくレギュレーションは以下の通り。J1昇格プレーオフの後にその勝者とJ1年間16位クラブのホーム&アウェイでない一発勝負の入れ替え戦を行うのと実質的には同じである。

### 参加チーム
J1参入資格を持ち、J2年間順位の3位から6位までのクラブ（最大4クラブ）と、J1年間順位の16位のクラブ（自動降格するチームを除いた最も下位のクラブ）、合計最大5クラブが参加する。
2017年までの昇格プレーオフ同様、参入プレーオフ参加にはホームスタジアムや環境面などでJ1参入資格（J1ライセンス）を有することが必須条件となり、これを有しないクラブは参入プレーオフに参加できない。この場合、7位以下のクラブからの繰り上げはなく、その分は参加チーム数が減じられることになる。また、J2年間順位上位2チームがJ1参入資格を有しない場合も、自動昇格チームの繰り上げは行われず（J2からの自動昇格チーム数およびJ1からの自動降格チーム数がそれぞれ減じられる）、3位から6位のチームがプレーオフ出場を免除されることはない。
3位から6位までのクラブのうち、J1ライセンスを有するクラブがいない場合はJ1参入プレーオフは行われない（J2からの昇格枠が1減となる）。

### 試合方式
J2のリーグ戦全日程終了後、最大5チームによるトーナメント方式でJ1参入チームの座を争う。以下は5チーム参加かつ自動昇格枠2枠の場合のレギュレーション。
|  | 1回戦  | 1回戦 | 1回戦 |  |  | 2回戦 | 2回戦                 | 2回戦 |  |  | 決定戦  | 決定戦          | 決定戦 |
|  |        |       |       |  |  |       |                       |       |  |  |         |                 |        |
|  | J2 3位 |       | H     |  |  |       |                       |       |  |  |         |                 |        |
|  | J2 6位 |       | A     |  |  |       |                       |       |  |  | J1 16位 |                 | H      |
|  |        |       |       |  |  |       | （J2 3位vs6位の勝者） | †     |  |  |         | （2回戦の勝者） | A      |
|  |        |       |       |  |  |       | （J2 4位vs5位の勝者） | †     |  |  |         |                 |        |
|  | J2 4位 |       | H     |  |  |       |                       |       |  |  |         |                 |        |
|  | J2 5位 |       | A     |  |  |       |                       |       |  |  |         |                 |        |

†：2回戦は年間順位上位クラブのホームゲームとする。
- 初戦（1回戦）は「J2年間3位 - J2年間6位」・「J2年間4位 - J2年間5位」の組み合わせで戦う。勝者は2回戦進出、敗者はJ2残留となる。
- 1回戦の勝者同士が2回戦を戦って、勝者が決勝に進出。決定戦（決勝）は2回戦勝者とJ1年間16位の対戦となり、勝者が翌年のJ1参入（昇格または残留）となる。
- 各試合とも1試合勝負（かつての入れ替え戦のようなホーム・アンド・アウェーではない）。90分を戦って同点の場合は延長戦・PK戦は行わず、1回戦・2回戦は年間順位上位クラブの「勝利」となり、決定戦ではJ1年間16位クラブの「勝利」とみなす。
  - 1回戦・2回戦はJ2年間順位上位クラブのホームゲーム（H）として行われる。
  - 決定戦はJ1年間16位クラブのホームゲームとして行われる。

なお、参加チームが4クラブ（J2から3クラブ）の場合は1回戦は下位2チームにより行われ、J2の最上位チームは2回戦から参加となる（例えば、4位が出場できない場合、3位が2回戦に自動的に進出し、5位と6位で1回戦を行う）。また、参加チームが3クラブ（J2から2クラブ）の場合は2回戦を省略し、1回戦の勝者が決定戦に進む。参加チームが2クラブ（J2から1クラブ）の場合は決定戦のみを行う。
また、J1のチームはJ2からの自動昇格チームが1クラブのみの場合はJ1年間17位のクラブがプレーオフに参加し、J2からの自動昇格チームがない場合はJ1年間18位のクラブがプレーオフに参加する。

## 試合結果

### 2018年
J2の4位にJ1ライセンスを持たないFC町田ゼルビアが入ったため、J2から3チームとJ1の16位による争いとなった。
|  | 1回戦（11月25日・NACK） | 1回戦（11月25日・NACK） | 1回戦（11月25日・NACK） |  |  | 2回戦（12月2日・ニッパツ） | 2回戦（12月2日・ニッパツ） | 2回戦（12月2日・ニッパツ） | 2回戦（12月2日・ニッパツ） |  |  | 決定戦（12月8日・ヤマハ） |                |                |   |  |
|  |                         |                         |                         |  |  |                            |                            |                            |                            |  |  |                           |                |                |   |  |
|  |                         |                         |                         |  |  |                            |                            |                            |                            |  |  | J1 16位                   | ジュビロ磐田   | ジュビロ磐田   | 2 |  |
|  |                         |                         |                         |  |  | J2 3位                     | 横浜FC                     | 0                          | 0                          |  |  | J2 6位                    | 東京ヴェルディ | 東京ヴェルディ | 0 |  |
|  | J2 5位                  | 大宮アルディージャ      | 0                       |  |  | J2 6位                     | 東京ヴェルディ             | 1                          | 1                          |  |  |                           |                |                |   |  |
|  | J2 6位                  | 東京ヴェルディ          | 1                       |  |  |                            |                            |                            |                            |  |  |                           |                |                |   |  |

J2・6位の東京Vが5位大宮、3位横浜FCを破って決定戦まで進出したものの、J1・16位の磐田に敗れたため磐田がJ1残留となった。

### 2019年
|  | 1回戦 (12月1日・鳴門大塚 / NACK) | 1回戦 (12月1日・鳴門大塚 / NACK) | 1回戦 (12月1日・鳴門大塚 / NACK) |  |  | 2回戦 (12月8日・鳴門大塚) | 2回戦 (12月8日・鳴門大塚) | 2回戦 (12月8日・鳴門大塚) |  |  | 決定戦 (12月14日・BMWス) | 決定戦 (12月14日・BMWス) | 決定戦 (12月14日・BMWス) |
|  |                                  |                                  |                                  |  |  |                           |                           |                           |  |  |                          |                          |                          |
|  | J2 4位                           | 徳島ヴォルティス                 | 1                                |  |  |                           |                           |                           |  |  |                          |                          |                          |
|  | J2 5位                           | ヴァンフォーレ甲府               | 1                                |  |  |                           |                           |                           |  |  | J1 16位                  | 湘南ベルマーレ           | 1                        |
|  |                                  |                                  |                                  |  |  | J2 4位                    | 徳島ヴォルティス          | 1                         |  |  | J2 4位                   | 徳島ヴォルティス         | 1                        |
|  |                                  |                                  |                                  |  |  | J2 6位                    | モンテディオ山形          | 0                         |  |  |                          |                          |                          |
|  | J2 3位                           | 大宮アルディージャ               | 0                                |  |  |                           |                           |                           |  |  |                          |                          |                          |
|  | J2 6位                           | モンテディオ山形                 | 2                                |  |  |                           |                           |                           |  |  |                          |                          |                          |

J2・4位の徳島が5位甲府に引き分けて2回戦に進出し、6位山形を破って決定戦に進出したものの、J1・16位の湘南に引き分けたため湘南がJ1残留となった。

### 2020年
新型コロナウイルス感染症の流行状況を踏まえてリーグが長期間中断になることを踏まえ、この年はJ1参入プレーオフは行わないことが決定された。J1とJ2の入れ替えについても、J1からの降格はなく、J2が大会成立した場合に限り「最大2チームのJ1自動昇格」のみとなる。

### 2021年
2020年にJ1からJ2への降格を行わなかった関係で、一時的にJ1のクラブ数が増加するため、これの調整を目的として2021年シーズン終了後のJ1とJ2の入れ替え数を「昇格2・降格4」とすることを2020年11月27日に決定。昇格クラブの決定方法について引き続き協議が行われたが、2020年12月15日に「リーグ戦上位2クラブの自動昇格」とすることを決定。2年連続で参入プレーオフを行わないこととなった。

### 2022年
|  | 1回戦 (10月30日・えがおS / Cスタ) | 1回戦 (10月30日・えがおS / Cスタ) | 1回戦 (10月30日・えがおS / Cスタ) |  |  | 2回戦 (11月6日・えがおS) | 2回戦 (11月6日・えがおS) | 2回戦 (11月6日・えがおS) |  |  | 決定戦 (11月13日・サンガS) | 決定戦 (11月13日・サンガS) | 決定戦 (11月13日・サンガS) |
|  |                                   |                                   |                                   |  |  |                          |                          |                          |  |  |                            |                            |                            |
|  | J2 4位                            | ロアッソ熊本                      | 2                                 |  |  |                          |                          |                          |  |  |                            |                            |                            |
|  | J2 5位                            | 大分トリニータ                    | 2                                 |  |  |                          |                          |                          |  |  | J1 16位                    | 京都サンガF.C.             | 1                          |
|  |                                   |                                   |                                   |  |  | J2 4位                   | ロアッソ熊本             | 2                        |  |  | J2 4位                     | ロアッソ熊本               | 1                          |
|  |                                   |                                   |                                   |  |  | J2 6位                   | モンテディオ山形         | 2                        |  |  |                            |                            |                            |
|  | J2 3位                            | ファジアーノ岡山                  | 0                                 |  |  |                          |                          |                          |  |  |                            |                            |                            |
|  | J2 6位                            | モンテディオ山形                  | 3                                 |  |  |                          |                          |                          |  |  |                            |                            |                            |

J2・4位の熊本が5位大分、6位山形に引き分けて決定戦に進出したものの、J1・16位の京都にも引き分けたため京都がJ1残留となった。

## 大会の終了
2022年12月20日、Jリーグはリーグ構成並びに昇降格制度の変更を明らかにした。これによれば、2024年シーズンからJ1/J2/J3のクラブ数を20クラブずつに統一し（J1が2増、J2が2減）、昇降格についてはJ1から3クラブが自動降格、J2から2クラブが自動昇格し、J2からの1枠は3位から6位までの4クラブで昇格プレーオフを戦いその勝者が昇格する、という2017年までのシステムに戻されることとなった。また、2023年シーズンについてはその過渡期に当たるシーズンとして、J1からは1クラブが自動降格、J2からは2クラブが自動昇格し、残る1枠をプレーオフで争う形となり、J1クラブが参加する形での参入プレーオフは5年間（実働3シーズン）で一旦終了することとなった。

## 統計

### クラブ別成績
| クラブ名           | 出 | 参 | 敗 | 参入年度 | 敗退年度  |
| ------------------ | -- | -- | -- | -------- | --------- |
| ジュビロ磐田       | 1  | 1  | 0  | 2018     |           |
| 湘南ベルマーレ     | 1  | 1  | 0  | 2019     |           |
| 京都サンガF.C.     | 1  | 1  | 0  | 2022     |           |
| 大宮アルディージャ | 2  | 0  | 2  |          | 2018,2019 |
| モンテディオ山形   | 2  | 0  | 2  |          | 2019,2022 |
| 東京ヴェルディ     | 1  | 0  | 1  |          | 2018      |
| 横浜FC             | 1  | 0  | 1  |          | 2018      |
| 徳島ヴォルティス   | 1  | 0  | 1  |          | 2019      |
| ヴァンフォーレ甲府 | 1  | 0  | 1  |          | 2019      |
| ファジアーノ岡山   | 1  | 0  | 1  |          | 2022      |
| 大分トリニータ     | 1  | 0  | 1  |          | 2022      |
| ロアッソ熊本       | 1  | 0  | 1  |          | 2022      |

### 年間順位別成績
| 順      | 参 | 決 | 計 | 参入年度                         | 決定戦敗退年度        |
| ------- | -- | -- | -- | -------------------------------- | --------------------- |
| J1 16位 | 3  | 0  | 3  | 2018(磐田),2019(湘南),2022(京都) |                       |
| J2 3位  | 0  | 0  | 0  |                                  |                       |
| J2 4位  | 0  | 2  | 2  |                                  | 2019(徳島),2022(熊本) |
| J2 5位  | 0  | 0  | 0  |                                  |                       |
| J2 6位  | 0  | 1  | 1  |                                  | 2018(東京V)           |

### 注記
1. ↑  2010年の湘南、2011年・2016年の福岡、2012年の札幌、2013年の大分、2014年の徳島、2015年の山形。いずれもJ1在籍年基準。
2. ↑  ただし、2017年のC大阪はJ1リーグ3位で、また「J1昇格プレーオフ」最終年度に昇格した2018年の名古屋もJ1リーグ15位で残留を果たしている。
3. ↑  2010年の柏、2011年のFC東京、2012年の甲府、2013年の神戸、2014年の湘南、2015年の大宮、2016年の松本。いずれもJ2在籍年基準。